# 関東刑務所帰り
『関東刑務所帰り』（かんとうむしょがえり）は、1967年12月9日に公開された日本映画である。製作・配給は日活。監督は武田一成。主演は高橋英樹。

## 概要
高橋英樹の関東シリーズ第3弾。
刑期を済ませて漁師町へ来た村瀬政吉は、草鞋を脱いだ一家の縄張りと鉄道荷役の権利と操車場の所有権を狙う悪辣な一家によって祭礼や夜店を妨害されながらもそれに立ち向かう。

## キャスト
- 村瀬政吉：高橋英樹
- 岡井雪絵：山本陽子
- 素っ飛びの平次：和田浩治
- 大砲安：平凡太郎
- シカゴのジョー：E・H・エリック
- 坂田石松：岡崎二朗
- 久保刑事：高品格
- 乱れ星の大五郎：戸田皓久
- 藤沢：宮阪将嘉
- 寺町の円蔵：木浦佑三
- 木津川：深江章喜
- 花村美乃：浜川智子（浜かおる）
- 花枝：南寿美子
- 秀：平田大三郎
- 丸吉の源二郎：雪丘恵介
- 松：玉村駿太郎
- 殿山：弘松三郎
- 重太：榎木兵衛
- バッタの六：長浜鉄平
- 秋本：柴田新三
- 遣り手婆：鈴木俊子
- 赤岩：晴海勇三
- 赤フン：黒田剛
- ある賭場の中盆：伊豆見雄（伊豆見英輔）
- 大砲床の客：近江大介
- 河出一家子分：中平哲仟
- 藤沢の用心棒：岩手征四郎
- 清三郎：桂小かん
- 漁師：玉井謙介
- 河出一家子分：根本義幸
- 花笠組組員：有村道宏
- 料亭「清作」の女将：横田楊子
- 千代：中庸子
- 花笠組組員：山岡正義
- 河出一家子分：式田賢一
- 花笠組組員：溝口拳
- 漁師：賀川博臣（賀川修嗣）
- 古沢雅彦
- 博奕をする子供：七井繁信
- 木津川次郎：飯塚伸夫
- 刺青：河野弘
- 遊侠所作指導：笛田直一
- 擬斗：渡井嘉久雄（渡井嘉久夫）
- 河出の仙八：葉山良二
- 岡井忠蔵：大坂志郎

## スタッフ
- 監督：武田一成
- 脚本：甲斐久尊
- 企画：岩井金男
- 音楽：小杉太一郎

## 同時上映
- 愛は惜しみなく